# Sterling (Massachusetts)
Sterling és una població dels Estats Units a l'estat de Massachusetts. Segons el cens del 2000 tenia 7.257 habitants.

## Demografia
Segons el cens del 2000, Sterling tenia 7.257 habitants, 2.573 habitatges, i 2.068 famílies. La densitat de població era de 91,8 habitants/km².
Dels 2.573 habitatges en un 39,9% hi vivien nens de menys de 18 anys, en un 69,8% hi vivien parelles casades, en un 7,3% dones solteres, i en un 19,6% no eren unitats familiars. En el 15,3% dels habitatges hi vivien persones soles el 6,1% de les quals corresponia a persones de 65 anys o més que vivien soles. El nombre mitjà de persones vivint en cada habitatge era de 2,82 i el nombre mitjà de persones que vivien en cada família era de 3,16.
Per edats la població es repartia de la següent manera: un 27,5% tenia menys de 18 anys, un 5,6% entre 18 i 24, un 30,7% entre 25 i 44, un 27,1% de 45 a 60 i un 9% 65 anys o més.
L'edat mediana era de 38 anys. Per cada 100 dones de 18 o més anys hi havia 95,1 homes.
La renda mediana per habitatge era de 67.188 $ i la renda mediana per família de 76.943$. Els homes tenien una renda mediana de 51.227 $ mentre que les dones 32.734$. La renda per capita de la població era de 28.844$. Entorn de l'1,7% de les famílies i el 2,9% de la població estaven per davall del llindar de pobresa.